# Société Antoinette

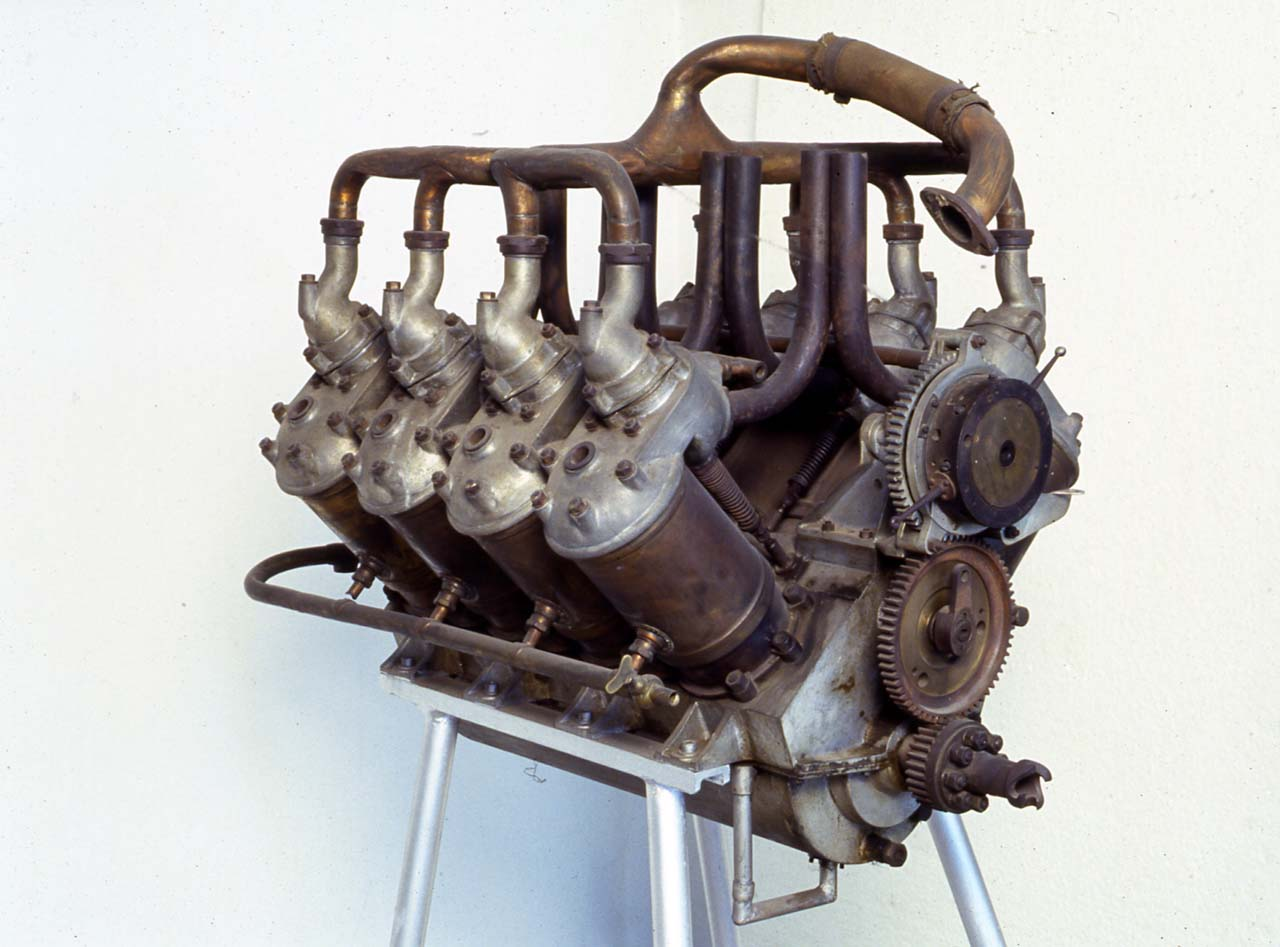
Antoinette-V8-Motor (1909)

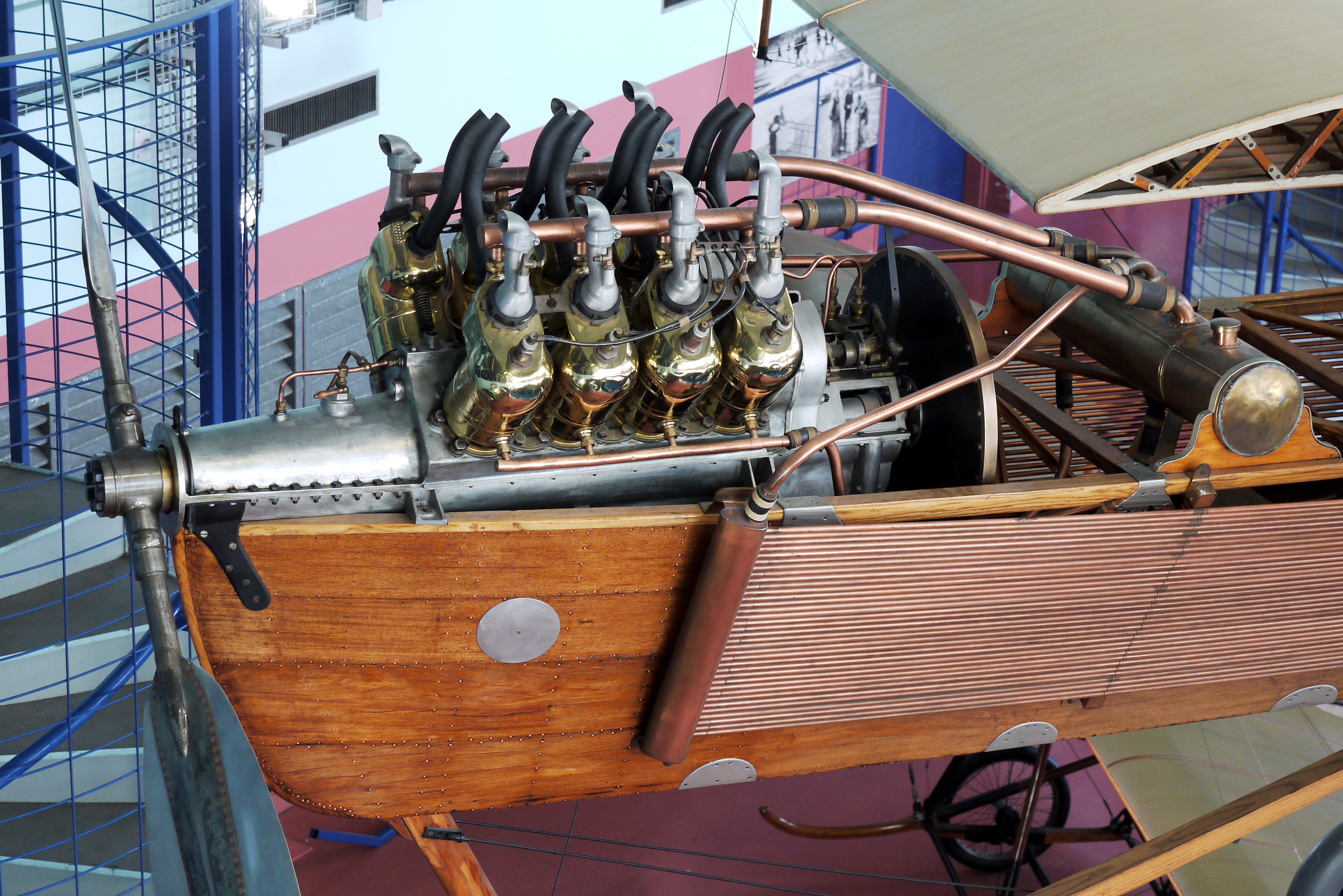
Antoinette-V8-Motor der Antoinette VII

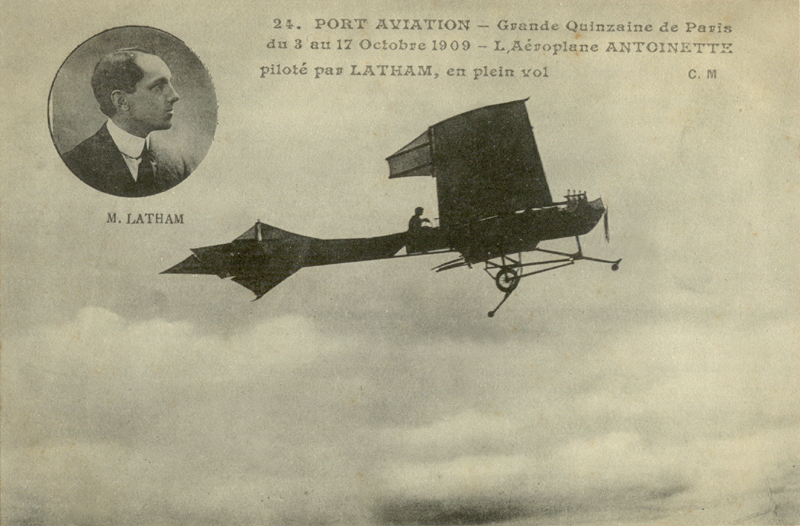
Antoinette IV

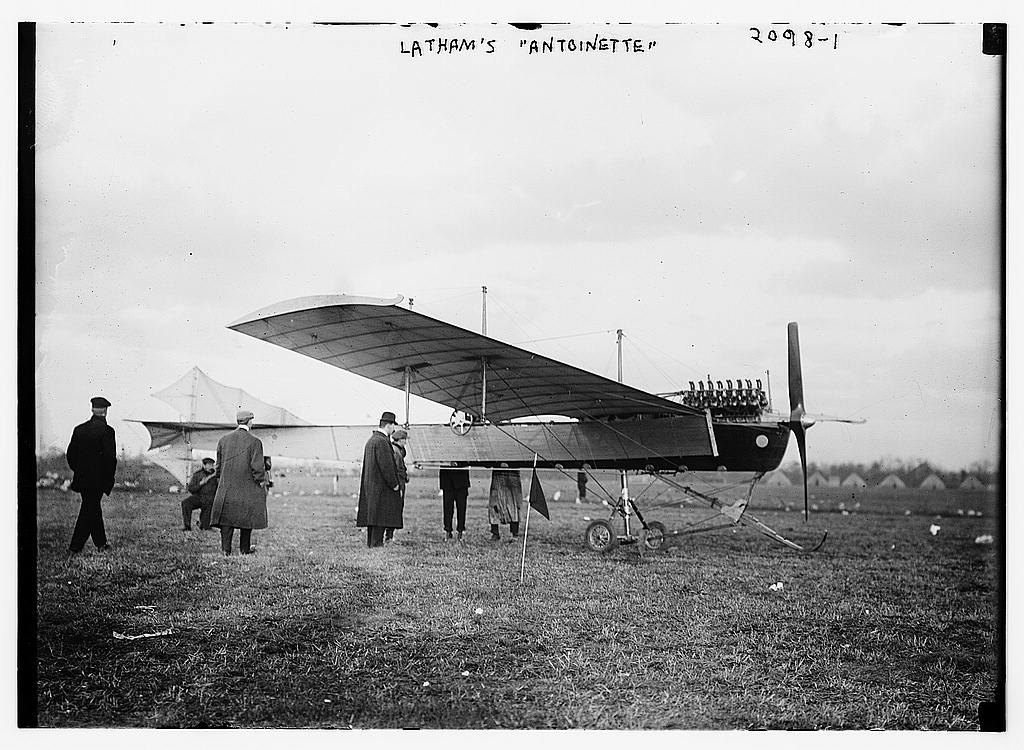
Antoinette VII

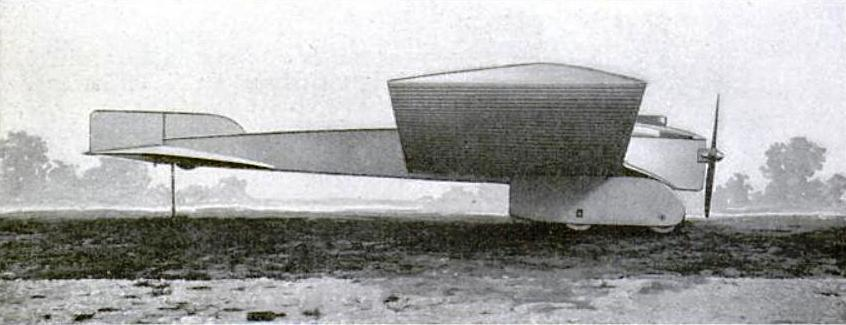
Antoinette Monobloc, 1911

Die Société Antoinette war ein französischer Hersteller von Flugmotoren, Flugzeugen und Automobilen.

## Unternehmensgeschichte
Das Unternehmen wurde 1904 von Léon Levavasseur (technischer Direktor), Jules Gastambide (Präsident) und Louis Blériot (Vize-Präsident) zur Produktion von Motoren und Flugzeugen in Puteaux gegründet. Nach anfänglichen Erfolgen vor allem im Motorenbau experimentierte der technische Direktor Levavasseur mit Flugzeugen. Daraufhin wurde Antoinette 1906 beauftragt, ein Flugzeug für Capitaine Ferdinand Ferber zu bauen. Als in diesem Zusammenhang Blériots Rat, die Flugzeugherstellung zu unterlassen, da man damit Konkurrent der eigenen Kunden würde, ignoriert wurde, verließ Blériot bereits 1907 die Firma. Mit ihren Flugzeugentwicklungen hatte die Firma nicht immer Erfolg. Von November 1909 bis März 1910 verließ Levavasseur kurzzeitig das Unternehmen. Bereits 1912 erfolgte die Insolvenz.

## Antoinette-Motoren
Die Motoren-Entwicklung und -Produktion des Unternehmens geht auf den Beginn der Zusammenarbeit mit Jules Gastambide 1902 zurück, nach dessen Tochter Antoinette die Motoren benannt sind. Am 28. August 1902 meldete Levavasseur ein Patent (Nr. 339068) für einen leichten V8-Motor mit 59 kW (80 PS) an. Die fortschrittlichen Motoren waren aus Aluminium-Legierungen gefertigte Saugrohreinspritzer mit Siedekühlung. Der bekannte Antoinette-V-8-Motor wurde 1905 zunächst erfolgreich in Motorbooten eingesetzt und 1906 für den Einsatz in Flugzeugen angepasst. Die ersten Versionen leisteten 18 kW bei einem Gewicht von 50 kg. Die 14-bis, die Voisin-Farman I und andere frühe Flugzeuge waren mit Antoinette-Motoren des Typs Antoinette 8V ausgestattet.

## Achtzylinder V-Motor Antoinette
| Jahr | Zyl. | Bohrung | Hub   | Drehzahl          | Leistung | Masse |
| ---- | ---- | ------- | ----- | ----------------- | -------- | ----- |
| 1906 | 8    | 80 mm   | 90 mm | 1.500–1.600 1/min | 24 PS    | 49 kg |

Die Angaben sind aus  Ernst Neuberg Jahrbuch der Automobil- und Motorbootindustrie 7/1910

## Fahrzeuge
Zwischen 1906 und 1907 entstanden auch Automobile. 1906 erschien das Modell mit einem V8-Motor mit 7273 cm³ Hubraum mit 105 mm Bohrung und 105 mm Hub und 32 PS Leistung. 1907 gab es ein Modell mit einem Vierzylindermotor und 16 PS Leistung.

## Flugzeuge

### Flugzeugtypen
Eine Reihe von Flugzeugen wurden entwickelt. Bekannt und erfolgreich waren die Antoinette IV und das Modell Antoinette VII.
Im Frühjahr 1910, nach der Rückkehr Levavasseurs, wurde das Antoinette-Militärflugzeug Monobloc, ein stromlinienförmiger Eindecker mit freitragenden Tragflächen entwickelt. Wegen ihres enormen Gewichts war die untermotorisierte Maschine bei Flugversuchen 1911 in Reims nicht in der Lage abzuheben und wurde vom Militär zurückgewiesen.

### Die Flüge von Hubert Latham
Im Frühling 1909 machte der Antoinette-Pilot Hubert Latham mehrere beeindruckende Flüge. Das überzeugte Levavasseur davon, dass Latham den Ärmelkanal in einem Antoinette-Flugzeug überqueren und den „Cross Channel Prize“ der Daily Mail gewinnen könnte. Latham machte im Juli 1909 zwei erfolglose Versuche, den Kanal zu überqueren, beide Male versagte die Maschine über dem Kanal. Zwischen Lathams Versuchen überflog der ehemalige Antoinette-Vizepräsident Blériot mit seiner Blériot XI erfolgreich den Kanal.
Im August 1909 waren Lathams Anstrengungen, Levavasseurs Antoinette-Produkte zu fördern, bei der Flugwoche Grande Semaine de l’Aviation de la Champagne in Reims erfolgreicher. Er gewann den Höhenpreis, holte den zweiten Platz beim Geschwindigkeitswettbewerb und den dritten Platz beim Gordon-Bennett-Cup für Starrflügelflugzeuge. Beim Grand Prix-Wettbewerb für den weitesten Flug belegte er den zweiten Platz in einer Antoinette IV und den fünften Platz in einer Antoinette VII.